# Eriocitrina
L'eriocitrina è un flavanone glicosilato, un tipo di flavonoide presente all'interno dei frutti di alcuni agrumi. Il suo aglicone è l'eriodictiolo.